# Cunnilingio

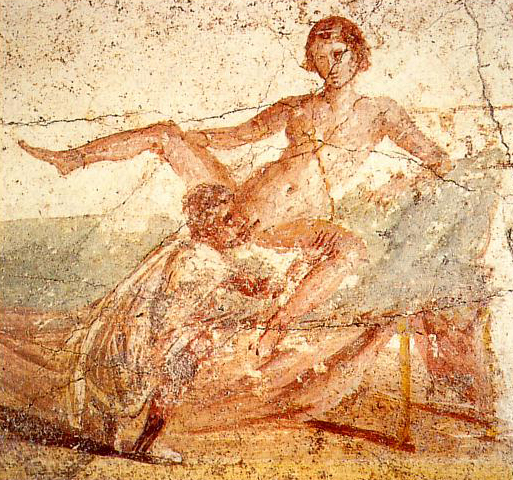
Cunnilingio da un affresco tratto da una parete di un lupanare di Pompei

Il cunnilingio o cunnilingus, dal latino cŭnnus (vulva) e lĭngere (leccare), è una pratica di sesso orale che prevede la stimolazione dei genitali femminili esterni con la bocca e, in particolare, con la lingua. È analogo alla fellatio, praticata sull'uomo.
Il termine cunnilingio è foggiato sulla base di cunnilinguo, termine che indica chi pratica il cunnilingio. Sinonimo di cunnilingio è cunnilincto.

## Pratica

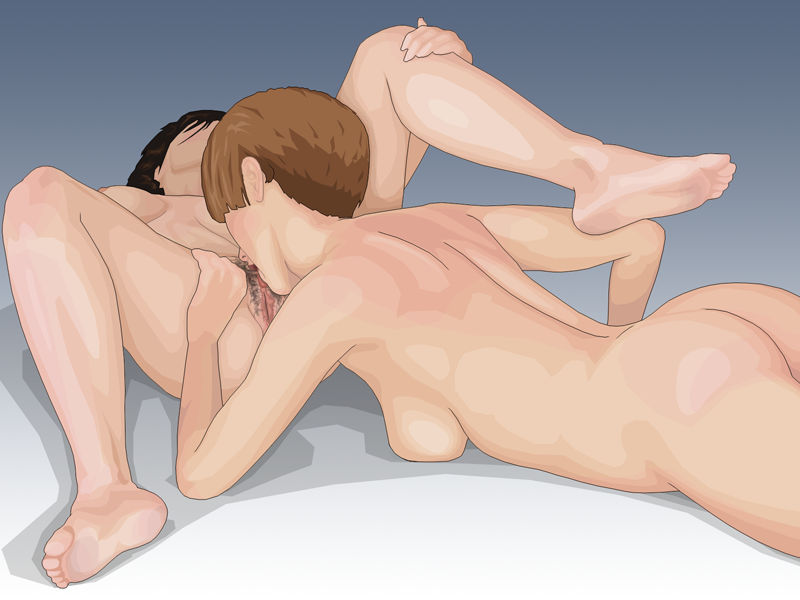
Cunnilingio praticato da una donna ad un'altra donna

Il cunnilingio è una pratica sessuale atta ad offrire a chi la riceve una grande gamma di intense sensazioni che derivano dalla stimolazione, con bocca e lingua, del clitoride, dell'orifizio vaginale e delle piccole e grandi labbra mediante sfregamento, leccamento e suzione. L'utilizzo della saliva come lubrificante consente peraltro una stimolazione dolce e fluida che combinata con la stimolazione anche manuale della parte interna della vagina, in particolare la più sensibile area corrispondente alla parete anteriore, è indicata per indurre il piacere e l'orgasmo nella partner che la riceve. Al contempo risulta particolarmente gradito per il partner che lo esercita, in quanto sollecita contemporaneamente tutti i sensi in un crescendo di sensazioni coinvolgenti all'estremo. Molte donne trovano persino più appagante il sesso orale che non la penetrazione vaginale.

## Malattie sessualmente trasmissibili
Il cunnilingio è una pratica sessuale non esente dai rischi di contagio venereo. Al fine di prevenire le malattie sessualmente trasmissibili è possibile utilizzare il dental dam che rappresenta una barriera protettiva durante il rapporto sessuale orogenitale.

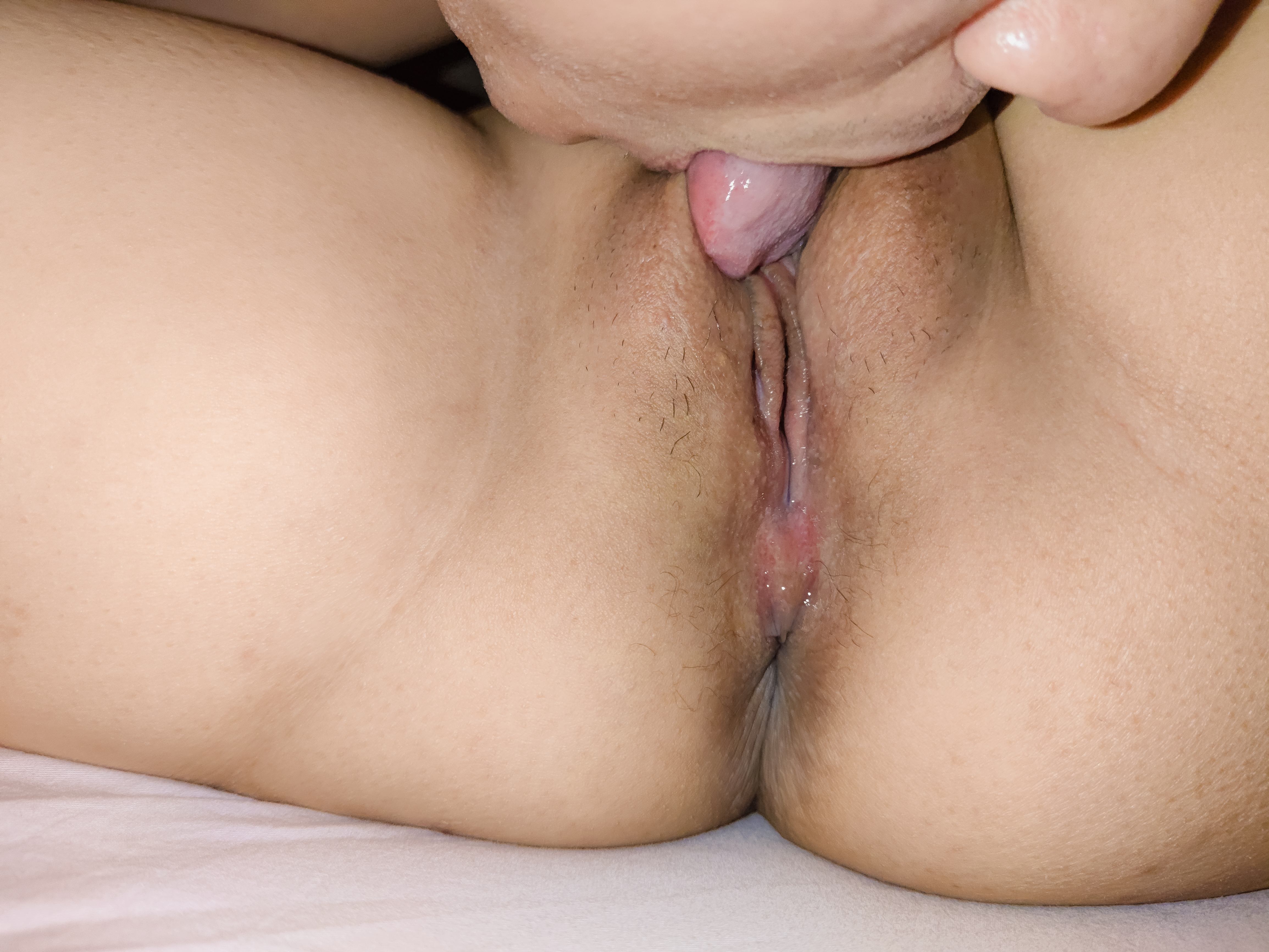
Uomo mentre pratica un cunnilingio